# Stazione di Olcio
La stazione di Olcio è una fermata ferroviaria posta lungo la linea Tirano-Lecco, a servizio dell'omonimo centro abitato, frazione di Mandello del Lario. In comodato d'uso da parte dell'ente FS al Comune di Mandello del Lario, a partire da Giugno 2016 è divenuta sede sociale dell'associazione a promozione sociale Concertando di Mandello del Lario.
A partire dalla primavera del 2019, i migliori volontari dell'Associazione hanno iniziato ad apportare significativi miglioramenti all'impianto ferroviario, tra cui la creazione di aiuole lungo la banchina, la regolare pulizia della Sala d'Aspetto ed il controllo preventivo contro gli atti vandalici.
A partire dalla primavera del 2020, l'intera stazione è sotto videosorveglianza.

## Storia
La fermata fu attivata il 1º luglio 1892, al completamento della tratta Lecco-Bellano.

## Strutture ed impianti
Il fabbricato viaggiatori è un edificio a due piani in classico stile ferroviario, impreziosito dalle decorazioni in cotto tipiche della linea.
La stazione conta un solo binario per il servizio passeggeri.

## Movimento
La fermata è servita dai treni regionali di Trenord della relazione Lecco-Colico-Sondrio, cadenzati a frequenza oraria.